# Oros László
Oros László (Felsőszeli, 1952. február 4. – Felsőszeli, 2024. február 16.) szlovákiai magyar hadmérnök, helytörténész, könyvgyűjtő.

## Élete
Felsőszeliben járt magyar tanítási nyelvű alapiskolába. 1971-ben érettségizett a komáromi Gépipari Szakközépiskolában. 1977-ben a turócszentmártoni Katonai Főiskolán mérnöki oklevelet, majd a brünni akadémián teljes felsőfokú katonai képesítést szerzett. Az 1970–1980-as években különböző helyőrségekben szolgált. 1990-ben alezredes lett, 1993-ban nyugállományba vonult.
A (cseh)szlovákiai magyar írók kéziratait és műveinek első kiadásait gyűjti. Több szakmai társaság tagja. Magángyűjteménye (Bibliotheca Pro Patria) több mint hétezer kéziratot, könyvet, folyóiratot, dedikált fényképeket tartalmaz.

## Elismerései
- 1980 A haza szolgálatáért
- 1987 A haza védelméért
- 2016 Pátria-díj[2]

## Művei
- 2000 Felsőszeli – Oros László könyvgyűjteménye. Komárom
- 2005 Emlékképek Felsőszeliből – képes összeállítás. Komárom
- 2011 A Felsőszeli ágostai hitvallású evangélikus egyház története. Felsőszeli (szlovákul 2014)
- 2015 Felsőszeli és az Endreffyek. Felsőszeli
- 2016 A felsőszeli Bibliotheca Pro Patria könyvtár története (Irodalmunk emlékei). In: Adalékok a szlovákiai magyarok nyelvéhez és kultúrájához. Muravidék Baráti Kör Kulturális Egyesület, Pilisvörösvár
- 2017 Emlékfüzet 1947–2017, Összeállítás a deportálások és kitelepítések 70. évfordulója tiszteletére. Felsőszeli
- 2018 Irodalmunk emlékei II. – Válogatás a felsőszeli Bibliotheca Pro Patria könyvtár gyűjteményéből. Pilisvörösvár–Felsőszeli
- 2019 Leskó Mihály – Adalékok a felsőszeli ágostai hitvallású evangélikus lelkész, Pozsony megye esperesének életéhez és a protestáns pátens történetéhez. Pilisvörösvár-Felsőszeli.
- 2019 Oros László könyvgyűjteménye. Felsőszeli (2. átdolgozott, bővített kiadás; 3. kiadás 2020)
- Felvidéki portrék és történetek. Irodalmi és művelődéstörténeti emlékek a felsőszeli Bibliotheca Pro Patria magánkönyvtárban; ATID-Polgári Társulás, Diószeg, 2020